# Vratislavice nad Nisou
Vratislavice nad Nisou is staddistrict van de Tsjechische gemeente Liberec (Liberec XXX).
Vratislavice nad Nisou telt 6764 inwoners en was tot 1945 bekend onder de Duitse naam Maffersdorf. In 1945 werd de bijna de complete bevolking, die Duitstalig was, uitgezet naar Duitsland. Vratislavice nad Nisou was een zelfstandige gemeente tot 1980, toen het in de gemeente Liberec opging.

## Geboren in Vratislavice nad Nisou / Maffersdorf
- Konrad Henlein (1898-1945), Sudetenduits politicus
- Ferdinand Porsche (1875-1951), autobouwer

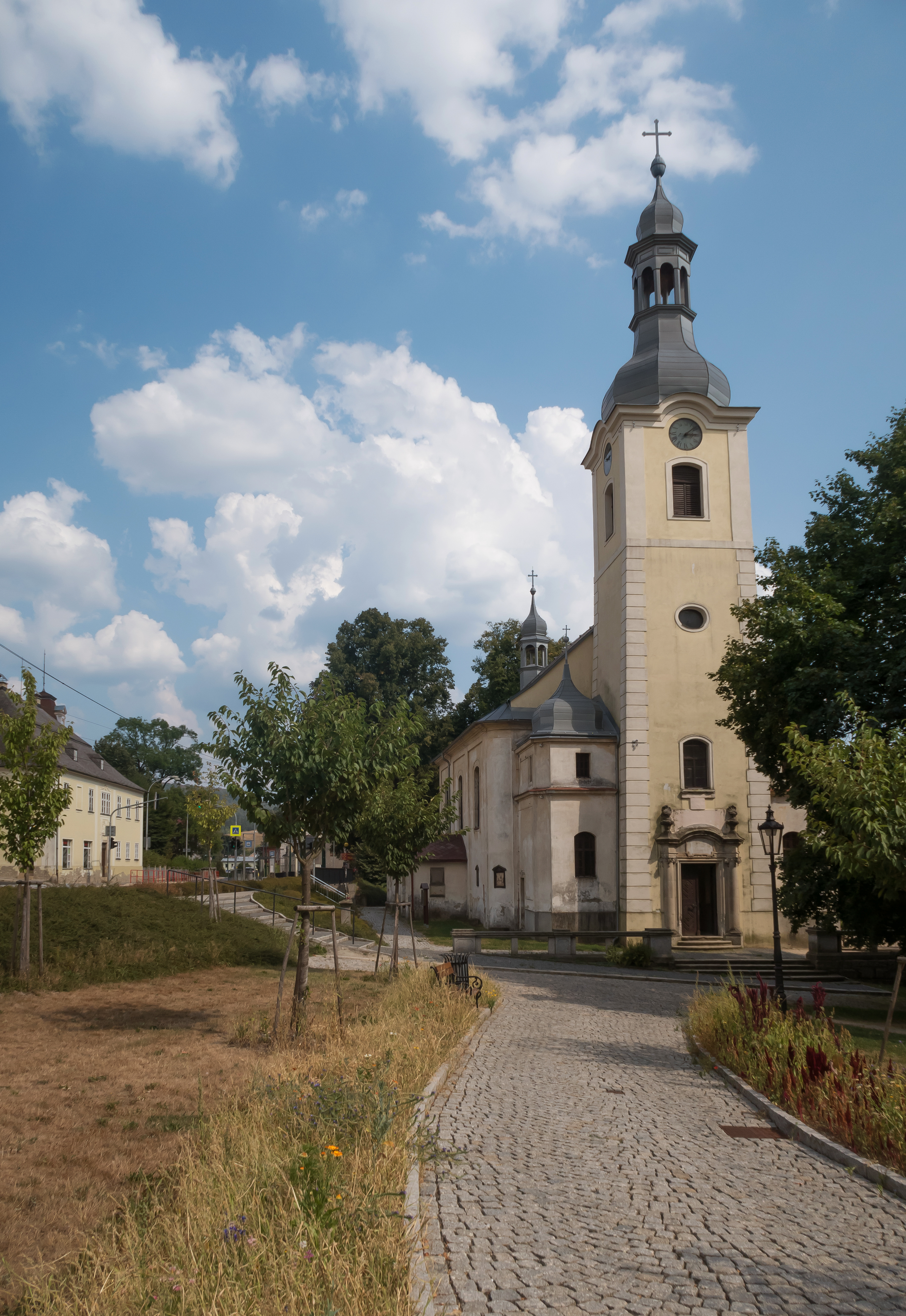
Vratislavice nad Nisou, kerk: kostel Nejsvětější trojice

Bílá ·
Bílý Kostel nad Nisou ·
Bílý Potok ·
Bulovka ·
Cetenov ·
Černousy ·
Český Dub ·
Čtveřín ·
Dětřichov ·
Dlouhý Most ·
Dolní Řasnice ·
Frýdlant ·
Habartice ·
Hejnice ·
Heřmanice ·
Hlavice ·
Hodkovice nad Mohelkou ·
Horní Řasnice ·
Hrádek nad Nisou ·
Chotyně ·
Chrastava ·
Jablonné v Podještědí ·
Janovice v Podještědí ·
Janův Důl ·
Jeřmanice ·
Jindřichovice pod Smrkem ·
Kobyly ·
Krásný Les ·
Kryštofovo Údolí ·
Křižany ·
Kunratice ·
Lázně Libverda ·
Lažany ·
Liberec ·
Mníšek ·
Nová Ves ·
Nové Město pod Smrkem ·
Oldřichov v Hájích ·
Osečná ·
Paceřice ·
Pěnčín ·
Pertoltice ·
Proseč pod Ještědem ·
Příšovice ·
Radimovice ·
Raspenava ·
Rynoltice ·
Soběslavice ·
Stráž nad Nisou ·
Světlá pod Ještědem ·
Svijanský Újezd ·
Svijany ·
Sychrov ·
Šimonovice ·
Višňová ·
Vlastibořice ·
Všelibice ·
Zdislava ·
Žďárek